# Necropoli di Ispiluncas
La necropoli di Ispiluncas è un sito archeologico situato nel territorio del comune di Sedilo, in provincia di Oristano, a poca distanza dal complesso nuragico di Iloi.

## Descrizione
La necropoli è composta da 33 ipogei a domus de janas scavati nel tufo e suddivisi in due raggruppamenti. Il sito, databile al neolitico, fu utilizzato dalle genti delle culture di Ozieri, Abealzu-Filigosa, Monte Claro, del Vaso campaniforme e di Bonnanaro ma anche dagli stessi nuragici di Iloi nel bronzo medio, con riutilizzazioni in epoca medievale.
Le morfologie umane degli inumati rientrano in quelle note (dolicomorfi indigeni maggioritari e brachimorfi giunti dall'esterno); l'analisi genetica tentata sui resti campaniformi non ha dato esiti positivi.